# Zygmunt Wróblewski
Zygmunt Florenty Wróblewski (ur. 16 października?/28 października 1845 w Grodnie, zm. 4 kwietnia?/16 kwietnia 1888 w Krakowie) – polski fizyk, członek Akademii Umiejętności (od 1880 r.), profesor Uniwersytetu Jagiellońskiego (od 1882 r.), pionier kriogeniki, wraz z Karolem Olszewskim współautor skroplenia powietrza, tlenu, azotu i tlenku węgla, a także wyznaczenia wartości krytycznych tych gazów oraz wielu innych (kaskadowa metoda skraplania).

## Życiorys

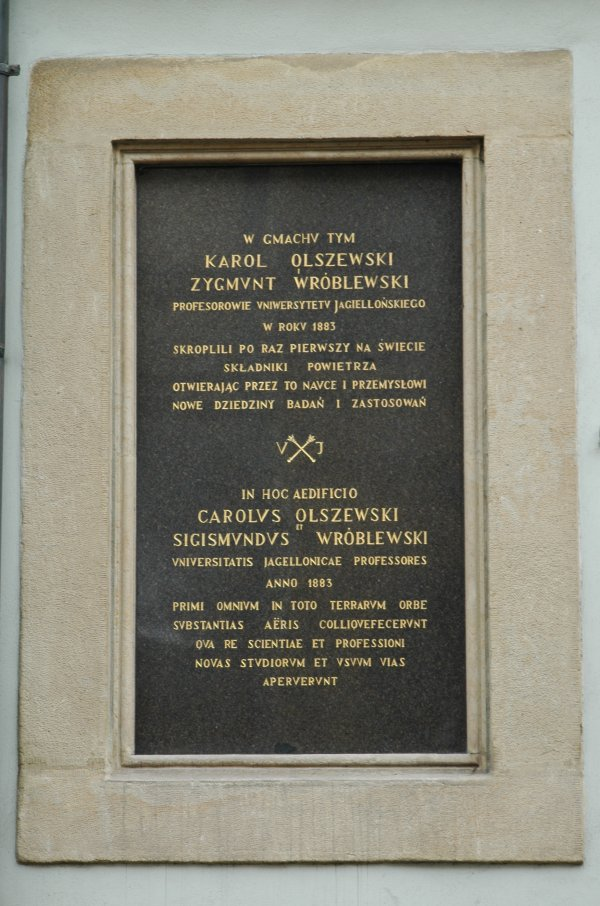
Tablica przy ul. Anny w Krakowie upamiętniająca skroplenie tlenu i azotu

Studia rozpoczął w Kijowie, jednak musiał je przerwać, gdyż w wieku 18 lat przystąpił do powstania styczniowego. Na krótko został zesłany na Syberię. Studia ukończył w Berlinie, a dwa lata później w Monachium uzyskał tytuł doktora za pracę z zakresu elektryczności. Następnie odbył kilka podróży naukowych po Europie, nawiązując kontakty z czołowymi naukowcami europejskimi, oraz organizując sprzęt naukowy niedostępny w Polsce. W końcu osiadł w Krakowie, gdzie zaproponowano mu, jako już uznanemu naukowcowi, katedrę fizyki na Uniwersytecie Jagiellońskim. Tam zaprzyjaźnił się z Karolem Olszewskim, z którym od tego czasu intensywnie współpracował. Przez wiele lat przyjaźnił się także z matematykiem Brunonem Abakanowiczem.
Zajmował się badaniem właściwości gazów i metali w niskich temperaturach oraz dyfuzją gazów. Wyznaczył temperatury krytyczne szeregu gazów, w tym parametry krytyczne wodoru.
W roku 1882 jako pierwszy wytworzył klatrat dwutlenku węgla i zbadał jego podstawowe właściwości.
Wraz z Karolem Olszewskim – chemikiem i również profesorem UJ – dokonał w 1883 r. pierwszego na świecie skroplenia tlenu (5 kwietnia) i azotu (13 kwietnia), co było dużym wydarzeniem w ówczesnym świecie naukowym. Później obaj uczeni zestalili także dwutlenek węgla i alkohol. Użyli do tego celu kaskadowej metody skraplania gazów pod zmniejszonym ciśnieniem, w której kolejne skroplone i wrzące gazy obniżały temperaturę dla kolejnych skropleń w niższych temperaturach.
Wróblewski zmarł przedwcześnie w wieku 43 lat, w wyniku tragicznego wypadku, który miał miejsce późnym wieczorem 25 marca 1888, w jego laboratorium w gmachu Collegium Physicum, gdzie pracując nad swoją publikacją przy biurku rozlał sobie na ubranie zawartość lampy naftowej. W płonącym ubraniu wybiegł z gmachu, gdzie dopiero dwaj studenci stłumili ogień płaszczami. W wyniku rozległych oparzeń Zygmunt Wróblewski zmarł 16 kwietnia 1888 r. o godz. 7. Został pochowany na cmentarzu Rakowickim w kwaterze Ra. W 2018 jego szczątki przeniesiono do Panteonu Narodowego w krypcie Kościele świętych Piotra i Pawła w Krakowie.

## Życie prywatne
Syn Antoniego (1810-?) i Karoliny z Mańkowskich (1815-1900), miał braci: geografa Witolda (1839–1927) i chemika i wykładowcę Instytutu Technologicznego w Petersburgu Edwarda Wincentego (1848-1892) i inżyniera technologa Stanisława (1854–1928). Był kawalerem i nie miał dzieci.

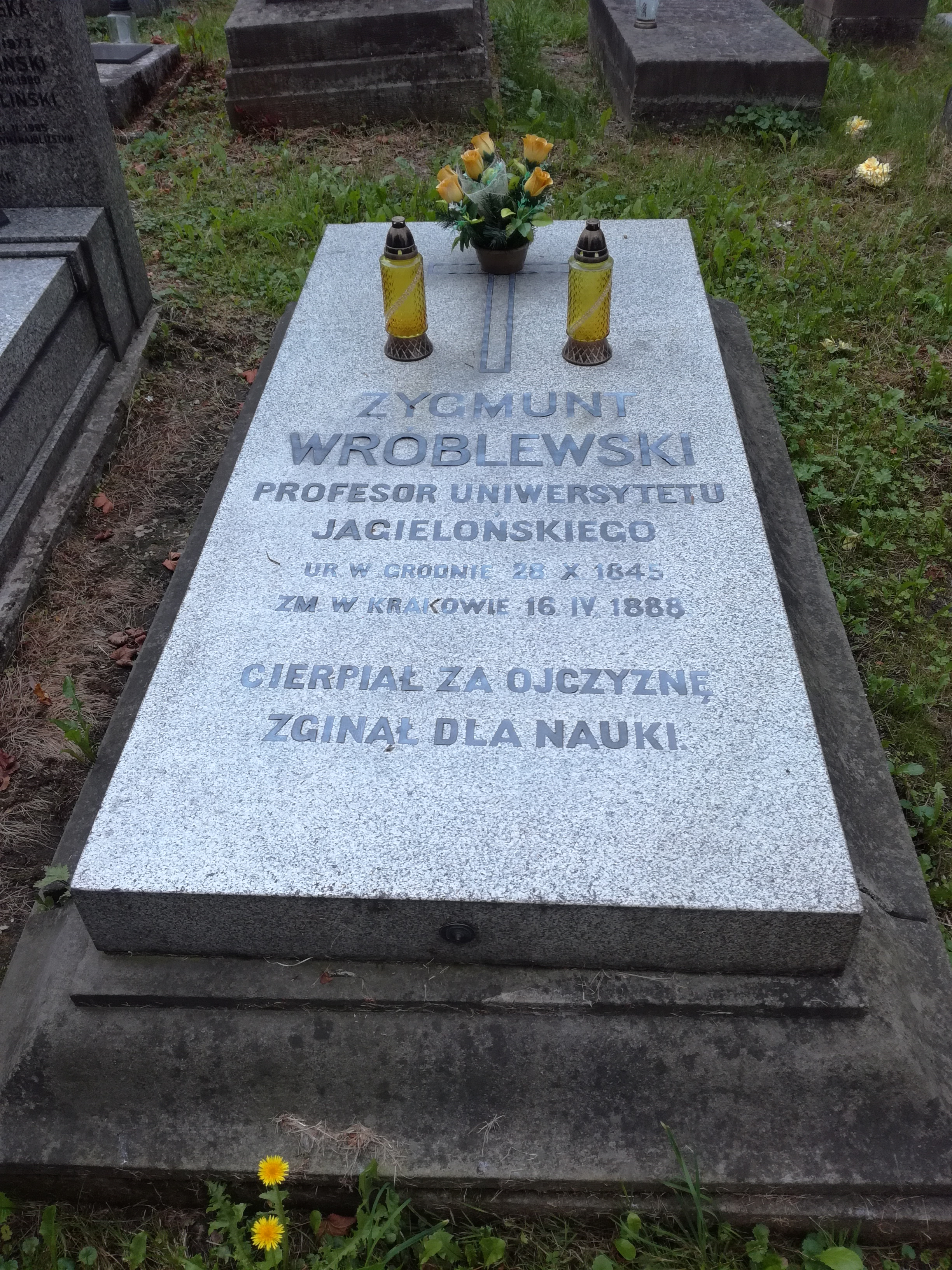
Grób prof. Zygmunta Wróblewskiego na cmentarzu Rakowickim w Krakowie (do 2018)

## Upamiętnienie
Decyzją Międzynarodowej Unii Astronomicznej w 1976 roku imieniem Zygmunta Wróblewskiego został nazwany krater Wróblewski na Księżycu. Patronuje ulicom w Krakowie, Wrocławiu, Gdańsku (dzielnica Wrzeszcz Górny) i Radzyminie. Jest także patronem IX Liceum Ogólnokształcącego w Krakowie, przy ul. Kazimierza Czapińskiego 5.